# Ameletopsis perscitus
Ameletopsis perscitus is een haft uit de familie Ameletopsidae. De wetenschappelijke naam van de soort is voor het eerst geldig gepubliceerd in 1899 door Eaton.
De soort komt voor in het Australaziatisch gebied.